# 斯科特體育
斯科特體育（英語：Scott Sports SA），前稱：斯科特美國（Scott USA），總部設於瑞士吉維謝的體育用品生產商。

## 歷史

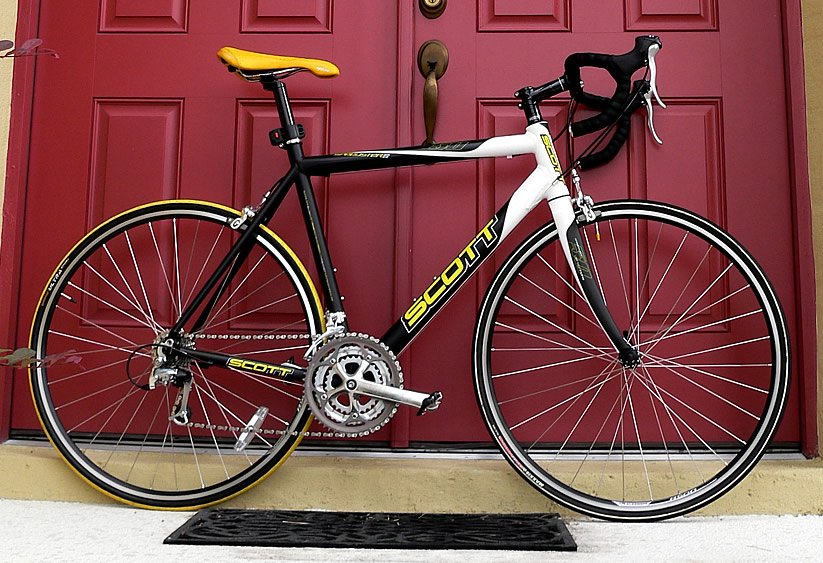
斯科特S50公路車

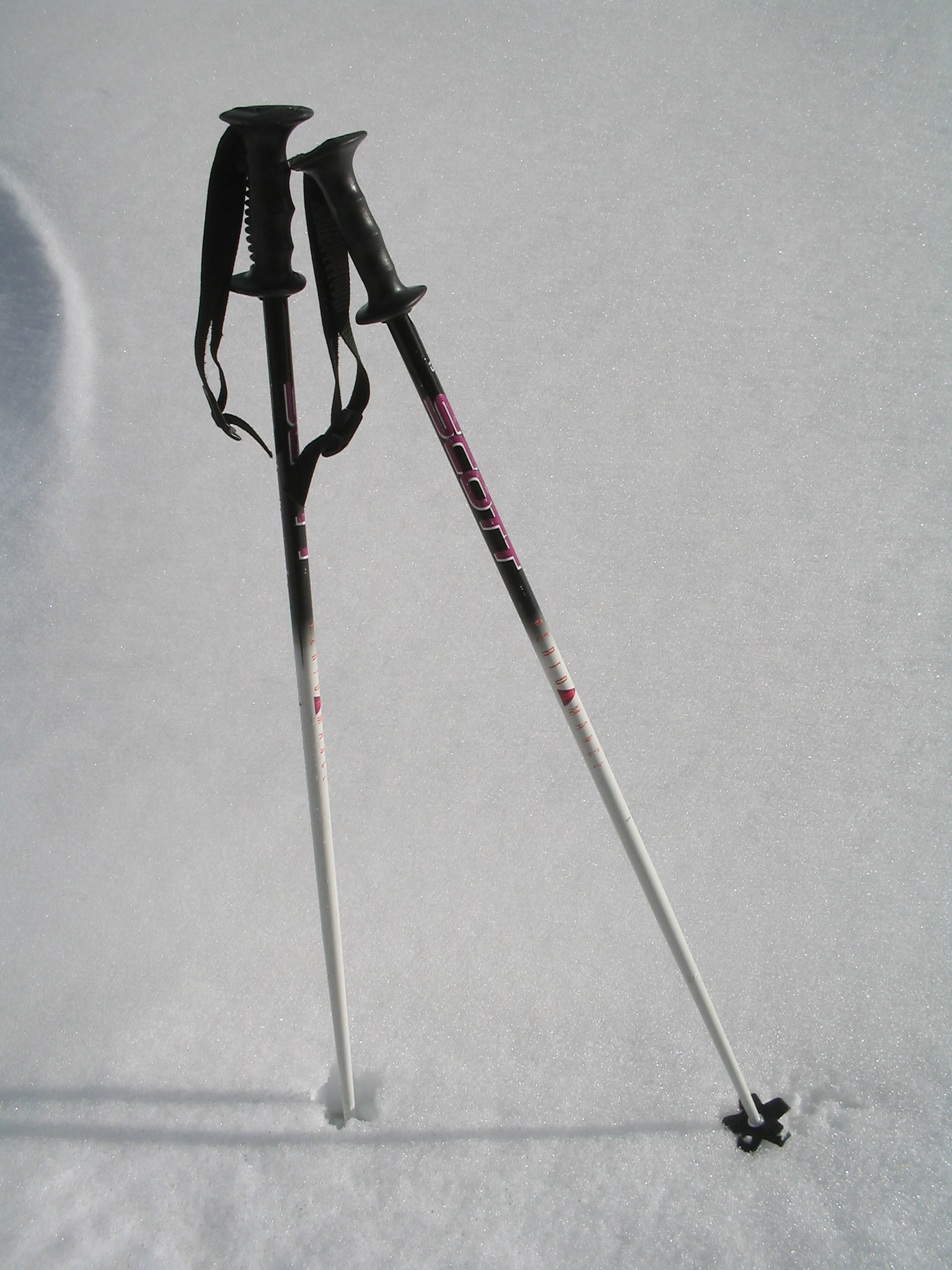
斯科特滑雪杖

1958年，美國愛達荷州森瓦利出身的工程師、滑雪運動員埃德·斯科特（Ed Scott）研製出以鋁質製成的滑雪杖，比起當時市面流行的竹製或鋼製滑雪仗更為好用。自此，斯科特開始生產各式各樣的體育用品。至1970年，斯科特推出第一款越野電單車運動使用的護目鏡，及後亦開始涉足越野電單車運動用品。
1978年，業務拓展至歐洲，公司總部亦遷往瑞士弗里堡。
1989年，斯科特研製出快速裝拆的空氣動力學單車手把，其設計是單車大眾市場上最重要的創新之一。美國單車選手格雷格·萊蒙德策略性地使用了該手把，並於1989年度的環法單車賽最後的24.5公里計時賽中拋離對手洛朗·菲農差不多1分鐘。
2008年，公司改名為斯科特體育。
2015年，斯科特被韓國永元株式會社以1,085.3億韓圜（86.8百萬歐元）收購，成為其子公司。

## 外部連結
- 官方网站